# Turbočrpalka
Turbočrpalka (ang. turbopump) je rotirajoča mehanska naprava, ki je narejena iz dveh glavnih delov: rotirajoče črpalke in plinske turbine, ki poganja črpalko. Po navadi sta ta dva dela nameščena na isti gredi, v nekaterih  sta povezani z reduktorjem. Turbočrpalke se uporablja na raketnih motorjih, kjer dovajajo gorivo in oksidator pod visokim tlakom v zgorevalno komoro.
Turbočrpalke so dveh tipov: cetrifugalne (radialne), pri katerih se tlak poveča s potiskanjem fluida navzven in aksialne, pri katerih teče fluid vzporedo z osjo črpalke.
Aksialne imajo manjši premer, na vsaki stopnji se tlak poveča relativno malo, zato je potrebno več stopenj. Radialne imajo večji premer, tlak na stopnjo se zelo poveča.
Visokotlačne črpalke so raziskovali raketni pionirji, kot je bil Hermann Oberth. 